# Brzeziny (Łódź)
Brzeziny è una città della Polonia situata nel voivodato di Łódź a 21 km da Łódź e a 101 km da Varsavia.

## Etimologia
L'origine del nome viene dalla parola polacco Brzozy, che significa betulla. Infatti, la città sorge sul sito di un'antica foresta di betulle.

## Storia
Le prime tracce della città risalgono all'XI secolo. Nel XIX e nel XX secolo, Brzeziny è stata famosa per le sue industrie tessili. La popolazione salì dai 9.641 abitanti del 1900 ai 17.108 del 1917.
Nel maggio 1940, i Nazisti stabilirono un ghetto in una parte della città. Il ghetto fu svuotato il 14 maggio 1942, quando la maggior parte degli abitanti furono trasferito nel ghetto di Łódź.
Brzeziny, oggi appartenente al voivodato di Łódź, ha fatto parte, quando ancora era in vigore la vecchia divisione amministrativa (1975-1998) del voivodato di Łęczyca.